# CTS (音楽)
CTS（シーティーエス）は、LED搭載の特殊マスクを着用した、日本の覆面3人組エレクトロニック・ダンス/ポップユニット。インクストゥエンター所属。デビュー時の所属レコードレーベルは cts signal posse（シーティーエス シグナル ポッセ）だったが、2013年9月より Universal Music / Delicious Deli Records（ユニバーサルミュージック、デリシャスデリレコード）に移籍している。

## 概要
2012年の9月11日に、後の1stデビューEPとなる「Sayonara Twilight」をYouTubeにUP。これがCTSとしては初めての活動になる。C、T、Sはメンバーそれぞれの頭文字「C」Circle（サークル）、「T」Triangle（トライアングル）、「S」Square（スクエア）から取られており、メンバーはそれぞれ丸、三角、四角の形をしたLED搭載の特殊マスクを着用している。
近年世界中で流行しているEDMやTRANCEといったCLUB MUSICを主体としつつも、J-Popsらしい哀愁のある日本語の歌詞が特徴的である。

## メンバー
- Circle（サークル、個人情報未公開）ボーカル
- Triangle（トライアングル、個人情報未公開）シンセサイザー
- Square（スクエア、個人情報未公開）DJ

毎月第一火曜日にInter FM「TOKYO SCENE presents CLUB STYLE」にてMIXを担当している。

## 来歴
2012年9月11日、後の1stデビューEPとなる「Sayonara Twilight」をYouTubeにUP。これがCTSとしては初めての活動になる。
2012年10月10日、デビューEP「Sayonara Twilight」（配信限定）をリリース。iTunesダンスチャート1位、総合3位獲得。SNS等にてCTSの話題は広がり、都内クラブシーンを中心に、ビルボード楽曲等、海外の人気楽曲と共にヘビープレイされる。都内のクラブチャート等でも1位を獲得する。
2012年12月12日、2nd EP「Hello Universe」（配信限定）をリリース。iTunesダンスチャート1位、総合4位獲得。
2012年1月23日、TSUTAYAレンタル限定にてノンストップミックスアルバム「WE ARE CTS」をリリース。
2013年2月27日、1stアルバム「NO REASON」をリリース。iTunesダンスチャート1位、総合3位獲得。発売日の24:00～渋谷のテレビジョン8機連動にてバーチャルゲリラライブを敢行。PV以外の公の場に姿を現したのはこれが初めてとなる。
2013年6月19日、V.A.「Electonic Disney Music」（avex trax）に、ディズニー映画「リロ・アンド・スティッチ」のテーマソング「Can't Help Falling In Love」のカバーにて参加。本楽曲はiTunes先行配信シングルとしてリリースされ、iTunesダンスチャート、シングル部門で1位を獲得する。
同8月には「ROCK IN JAPAN FESTIVAL 2013」に出場。出場後、公式HPにてユニバーサルミュージックとの契約を発表する。
2013年9月11日、ユニバーサルミュージック移籍後、第一弾の自身としては3枚目となるEP「Yume Be The Light」（配信限定）をリリース。iTunesダンスチャート1位、総合5位獲得。
2014年6月1日、埼玉・さいたまスーパーアリーナにて一夜限りの来日公演を行った、Taylor Swiftのオープニングアクトを務める。
2015年にはサッカー日本代表DF・長友佑都選手出演の自動車メーカー・マツダのテレビCM「TRY！ドライビングポジション編」のCMソングに起用され、人気ゲームシリーズ「ウイニングイレブン」の20周年記念タイアップソングを担当している。また東京都が「東京ブランド推進キャンペーン」として実施している「&TOKYO」のPR映像に出演している。

## ディスコグラフィー

### 配信限定EP
1. 2012年10月10日 1st EP「Sayonara Twilight」
  1. Lost Innocence
  2. Sayonara Twilight
  3. Just Bring It
  4. Ever
  5. Sayonara Twilight（Banvox Remix）
  6. Ever（Bapjap Remix）
  7. Sayonara Twilight（Club Edit）
2. 2012年12月12日 2nd EP「Hello Universe」
  1. Hello Universe
  2. Signal Paradox
  3. Fantastic Dislike
  4. Progressive Precious Loneliness
  5. Hello Universe (For DJ)
  6. Signal Paradox (For DJ)
  7. Fantastic Dislike (For DJ)
  8. Progressive Precious Loneliness (For DJ)
  9. Sayonara Twilight (Bapjap Remix)
3. 2013年9月11日 3rd EP「Yume Be The Light」
  1. Blue Skywalker
  2. Yume Be The Light
  3. Hope
  4. Yume Be The Light (Bapjap Remix)
  5. Yume Be The Light (Extended Mix)
  6. Yume Be The Light (Instrumental)
  7. No Reason (Club Edit)
4. 2013年12月11日 4th EP「Beautiful Love World」
  1. Beautiful Love World
  2. Space Drive
  3. 戦場のメリークリスマス
  4. 364 (Bapjap Remix)
  5. Sayonara Twilight (GC Remix)
  6. Beautiful Love World (Extended Mix)
  7. Beautiful Love World (Instrumental)
5. 2014年7月30日 5th EP 「全世界 NEVER GAME OVER」
  1. One
  2. 全世界 NEVER GAME OVER
  3. 宝箱 NEVER ENDING SUMMER
  4. Beautiful Love World (DJ'TEKINA/SOMETHING Remix)
  5. 全世界 NEVER GAME OVER (BapJap Remix)
  6. 全世界 NEVER GAME OVER (Instrumental)
  7. 全世界 NEVER GAME OVER (Extended Mix)
  8. One (Extended Mix)
6. 2014年11月19日 6th EP「唯我独尊ONLY ONE」
  1. 唯我独尊ONLY ONE
  2. 天真爛漫DAYS
  3. KIRALIKANATA
  4. 唯我独尊ONLY ONE (R-Control RMX Remixed by REMO-CON)
  5. 唯我独尊ONLY ONE (ZROQ Remix)
  6. 唯我独尊ONLY ONE (BapJap Remix)
  7. 唯我独尊ONLY ONE (Instrumental)
  8. Just Bring It (Exclusive Mix)
7. 2015年3月25日 7th EP「千本桜」
  1. 千本桜 (by CTS feat.初音ミク)
  2. 千本桜
  3. Let It Go
  4. 遥か
  5. 千本桜 (Instrumental)
  6. Let It Go (Instrumental)
  7. 遥か (Instrumental)
8. 2016年3月18日 8th EP「DREAM ILLUMINATION」
  1. DREAM ILLUMINATION
  2. SAD
  3. One (Japanese Ver.)
  4. DREAM ILLUMINATION (Instrumental)
  5. Ever（Square Remix）

### 配信限定Single
1. 2015年2月24日 「原点回帰」
2. 2015年8月4日 「All For One」
3. 2015年9月25日 「Love the past, Play the future」
4. 2016年12月16日「Hammingbird」
5. 2018年11月16日「Going」

## ミュージックビデオ
| 監督     | 曲名                                                                      |
| 鯨井智行 | 「NO REASON」                                                             |
| 東市篤憲 | 「千本桜」                                                                |
| 本郷伸明 | 「Beautiful Love World」「Yume Be The Light」                             |
| 不明     | 「Everything's All Right」「全世界 NEVER GAME OVER」「唯我独尊 ONLY ONE」 |

## タイアップ
| 曲名                           | タイアップ                                                           |
| ------------------------------ | -------------------------------------------------------------------- |
| Everything's All Right         | TBS「王様のブランチ」2014年2・3月度エンディングテーマ                |
| Love the past, Play the future | ゲーム「ウイニングイレブン 2016/PES 2016」20周年記念タイアップソング |

## 主なライブ

### ワンマンライブ・主催イベント
- 2014年03月27日 - New Breakthrough Live CTS supported by JACK DANIEL'S

### 出演イベント
- 2013年08月02日 - ROCK IN JAPAN FESTIVAL 2013
- 2013年12月30日 - LIVE DI:GA JUDGEMENT 2013
- 2014年01月04日 - electrox tokyo 2014
- 2014年03月21日 - DJ KAORI「THE BIG PARTY」
- 2014年03月27日 - New Breakthrough Live CTS supported by JACK DANIEL'S
- 2014年04月06日 - 二重スリット実験
- 2014年06月01日 - Taylor Swift「The Red Tour」
- 2014年06月21日 - FUNNY VILLAGE
- 2014年08月02日 - ROCK IN JAPAN FESTIVAL 2014
- 2014年08月16日 - SUMMER SONIC 2014
- 2014年08月19日 - OTODAMA BEACH COLLECTION 2014
- 2014年09月13日 - THE BIG PARADE 2014
- 2014年12月21日 - MUSIC FOR ALL, ALL FOR ONE 2014
- 2015年08月03日 - 音霊 OTODAMA SEA STUDIO 2015「波にユラレテ2015'」
- 2015年10月24日 - ハロシブ'15
- 2015年11月08日 - MOSHI MOSHI NIPPON FESTIVAL 2015 in TOKYO【MOSHI COOL】
- 2015年12月19日 - 第2回あつぎミュージックフェスティバル

### インタビュー
- iLOUD(2013年2月)
- iLOUD(2014年2月)
- ナタリー(2014年2月)
- CINRA.NET(2014年2月)